# 多田瑞穂
多田 瑞穂（ただ みずほ、1991年8月25日 - ）は、日本の元グラビアアイドル・歌手。
兵庫県神戸市出身。活動時はストーリーファクトに所属。

## 略歴
オープンウォータースイミング2005ジャパンシリーズのイメージガール。
2010年（平成23年）3月31日で「芸能界を卒業」と発表。

## 作品

### シングル
- OCEAN BLUE（2006年1月26日、ビーエムドットスリー） - DVD付き

### イメージビデオ/DVD
- ONE SIDE LOVE（2005年1月26日、ビーエムドットスリー） - 楽曲6曲も収録
- 約束（2005年5月20日）
- Honey & Mellow（2005年8月5日、心交社）
- 14歳〜楽園回帰〜（2005年12月25日、GPミュージアム）
- 恋文〜Love Letters〜（2006年3月25日、英知出版）
- Tears For Dears（2006年6月10日、心交社）
- フォーティーン（2006年9月22日、エアーコントロール）
- Purely（2006年12月20日、エイベックスネットワーク）
- Feel・Deep（2007年3月23日、彩文館出版）
- 15歳　卒業写真（2007年6月28日、オルスタックピクチャーズ）
- はにとら学園 スク水クラブ（2007年9月27日、オルスタックピクチャーズ）
- 拙者とコスプレ（2008年2月28日、TAO）
- Profile 09（2008年5月29日、オルスタックピクチャーズ）
- M16（みずほ16才）（2008年8月22日、TAO）
- 17 セブンティーン（2008年9月19日、TAO）
- Operation（2008年10月24日、TAO）
- Marble（2008年11月21日、TAO）
- コスってコスって80分（2008年12月22日、TAO）
- 極小ビキニ（2009年4月24日、グラッソ）
- 白い恋人（2009年6月25日、ビーエムドットスリー）
- 小悪魔（2009年9月9日、ビデオメーカー）
- 濡れちゃった（2009年11月4日、QH映像）
- ももいろ（2010年1月29日、オルスタックピクチャーズ）
- 卒業〜Thank you for you all〜（2010年3月26日、グラッソ）
- with love（2010年8月31日、オルスタックピクチャーズ）

## 出演

### 映画
- URAHARA（2006年（平成19年）制作、2008年（平成21年）3月公開、監督：稲富勝）－ 渡辺香織 役

### 舞台
- GO!JET!GO!GO!（2005年（平成18年）7月、Air Studio）

### その他
- エプソン プロモーションビデオ ～お姉さん編～

## 書籍

### 写真集
- Bitter Sweet（2005年8月10日、心交社）
- 恋文〜Love Letters〜（2006年3月25日、英知出版）
- From Mizuho with Love（2006年6月20日、心交社）
- ただ今15歳。(2007年3月24日、彩文館出版）
- CD写真集 Cute2（2008年1月24日、KENFACTORY）
- CD写真集 Vivid Girl（2008年1月24日、KENFACTORY）